# Antonio Correr
Antonio Correr (Venecia, 15 de julio de 1369-Padua, 19 de enero de 1445) fue un religioso agustino italiano, arzobispo de Bolonia, cardenal nepote de Gregorio XII y destacado actor de los hechos acaecidos durante el Cisma de Occidente. 

## Vida

### Primeros años
Hijo de Filippo Correr y de Cassandra (o Chiara) Venier, pertenecientes al patriciado de la República de Venecia, su familia paterna estaba acomodada en las altas jerarquías políticas y eclesiásticas: su abuelo Niccolò fue senador de la república; su padre, castellano de Morone y Corone y podestà de Chioggia, y por la misma rama fue sobrino de Angelo Correr y primo de Gabriele Condulmer y Angelo Barbarigo, de los que los dos primeros llegarían a ser papas y el último a cardenal. 
Tuvo al menos seis hermanos y dos hermanas, todos ellos bien establecidos en la aristocracia veneciana: los seis varones llegaron con el tiempo a desempeñarse como podestás de varias ciudades de la república.   
Tras cursar sus primeros estudios en el convento de dominicos de San Juan y San Pablo de Venecia, se doctoró en derecho en la Universidad de Padua; ya para entonces había encaminado su carrera hacia el estado eclesiástico, apoyado por su tío Angelo Correr, que siendo Patriarca de Constantinopla le cedió el deanato de Corone, en Grecia, antes de alcanzar la mayoría de edad canónica. 
Profeso en la orden de los jesuatos y ordenado de sacerdote en 1392, quizás el episodio más conocido de esta etapa de su vida fue su participación, junto con su primo Gabriele, Lorenzo Giustiniani y Marino Quirini, en la fundación de la congregación de San Giorgio in Alga en la isla homónima, cuyo priorato fue concedido a Ludovico Barbo en 1397.
Sin embargo, los tiempos no estaban para alegrías en la Iglesia Católica: veinte años antes Clemente VII había sido elegido papa en Francia mientras Urbano VI lo era en Italia, dando comienzo al llamado Cisma de Occidente, y en la fecha de la que hablamos Bonifacio IX se disputaba el trono de San Pedro con Benedicto XIII de Aviñón, mientras los países del entorno estaban divididos en su fidelidad religiosa: Francia, Castilla, Aragón, Portugal, Nápoles, Escocia, Bohemia y Hungría rendían obediencia a Aviñón, mientras Inglaterra, Irlanda, los países escandinavos, el norte de Italia y la mayor parte del Imperio Germano se inclinaban ante la corte de Roma.

### Al servicio de Gregorio XII
El ascenso de Angelo Correr al papado en 1406 dio un fuerte impulso a la carrera eclesiástica de todos sus nepotes: ese mismo año Antonio fue nombrado obispo de Modone, referendario y tesorero del papa, y al siguiente Camarlengo de la Iglesia católica, administrador apostólico de Constantinopla, Corone y Creta, arcediano de Lincoln, preboste de Szeben y arzobispo de Bolonia, aunque no pudo tomar posesión de esta última sede por la obstaculización de los aviñoneses.
En abril de 1408 las tropas de Ladislao I de Nápoles habían ocupado Roma mientras el papa estaba en Lucca. En mayo Gregorio XII celebró un consistorio en el que creó cuatro nuevos cardenales de su confianza, entre ellos a su sobrino Antonio, que recibió el título de San Pietro in Vincoli, que poco después cambió por el de Porto-Santa Rufina. 
La maniobra fue mal recibida entre los cardenales veteranos, que la interpretaron como una estrategia del papa para afianzarse en el poder, cuando dos años antes, en el momento de su elección, había prometido lo contrario; ocho de ellos abandonaron la Curia papal dos días después, con lo que el pontífice quedó aislado y exiliado. 
En este contexto, Correr tuvo una participación destacada en las conversaciones diplomáticas llevadas a cabo para conciliar a los dos papas, desempeñando distintas legaciones en Marsella, Alemania, Inglaterra e Irlanda, y colaborando en el reclutamiento de mercenarios para el ejército pontificio. 
Buscando resolver la división en el seno de la Iglesia, 24 cardenales de ambos bandos celebraron en 1409 el Concilio de Pisa en el que eligieron a Alejandro V, que supuestamente debería sustituir a Gregorio XII y Benedicto XIII, pero que de hecho pasó a ser el tercero en discordia junto con su sucesor Juan XXIII. No fue hasta la celebración del Concilio de Constanza en 1414-17, en el que Correr se halló presente, cuando se resolvió el cisma con la renuncia de Gregorio XII, la condena y exilio de Benedicto XIII, la prisión de Juan XXIII y la elección de Martín V como papa legítimo.

### En la curia de Martín V
Correr pasó entonces al servicio de este último. Durante su pontificado participó en el proceso seguido contra Braccio da Montone, fue vicario de Perugia, intervino en el Concilio de Siena de 1423 y junto con Alonso de Carrillo y Pierre de Foix formó parte de la comisión cardenalicia encargada de la reforma de la Iglesia, al tiempo que seguía acumulando beneficios eclesiásticos: abad de S. Lorenzo de Aversa, de Santa Maria di Terreti en Reggio de Calabria, de Follina en Ceneda, de Santa Maria in Organis en Verona, de S. Procolo en Bolonia, de S. Crisogono en Roma y de S. Cipriano en Murano. 

### Pontificado de Eugenio IV
Tras la muerte de Martín V intervino en el cónclave de 1431 en que fue elegido papa su primo Gabriele, que tomó el nombre de Eugenio IV. Como Decano del Colegio Cardenalicio Correr recibió la Sede suburbicaria de Ostia y fue nombrado legado para conseguir la paz entre Florencia y Siena. 
Sin embargo el pontificado de su primo no fue todo lo amistoso que había sido el de su tío: en 1431 comenzó el Concilio de Basilea (que años después se trasladó a Ferrara y Florencia) convocado por el difunto papa Martín, y a pesar de que Eugenio IV ordenó su anulación, Correr asistió al mismo, formando parte de la comisión encargada de la reforma del calendario y de la de los canónigos regulares. Se supone que ambos primos ajustaron sus desavenencias al respecto, pues en 1433 el papa reconoció la validez del concilio y dos años después concedió al cardenal la abadía de Vangadizza, en Adria, y cuando el concilio se escindió entre los que se trasladaron a Ferrara y los que eligieron a Félix V en Florencia, Correr estuvo entre los primeros; algunos autores apuntan que su asistencia al concilio fue una pura formalidad.  
| SEPULCHRUM PIISSIMI PATRIS DOMINI ANTONII CORARII BEATÆ MEMORIÆ EPISCOPI OSTIENSIS CARDINALIS BONONIENSIS FUNDATORIS HUIUS CONGREGATIONIS QUI OBIIT ANNO A NATIVITATE DOMINI MCCCCXLV. DIE XIX. IANUARII ORATE PRO EO |

El último documento pontificio que lo menciona data de 1440. Tras haber intentado renunciar al cardenalato en favor de su sobrino Gregorio, a lo que el papa Eugenio se negó, se retiró al monasterio de S. Giovanni Battista de Padua, donde falleció en enero de 1445 en opinión de haber conservado la virginidad toda su vida, después de haber legado todas sus propiedades a sus abadías de Padua y Verona. 
Sus restos fueron trasladados a S. Giorgio in Alga de Venecia y sepultados en el monasterio que él mismo contribuyó a fundar. 
| - Vespasiano da Bisticci: Vite di uomini illustri del secolo XV, pp. 120-123 (1498). - Girolamo Garimberto: La prima parte delle vite, overo Fatti memorabili d'alcuni papi, et di tutti i cardinali passati, pp. 26-27 (1567) - Alfonso Chacón, Agostino Oldoino: Vitae, et res gestae pontificum romanorum et S.R.E. cardinalium, p. 765 (1677). - Lorenzo Cardella: Memorie storiche de' cardinali della santa Romana chiesa, vol. II, p. 339 (1793). - Gaetano Moroni: Dizionario di erudizione storico-ecclesiastica, vol. XVII, p. 110 (1842). - Ludwig von Pastor: The history of the popes from the close of the Middle Ages, vol. I, pp. 174-361 (1899). - Konrad Eubel: Hierarchia catholica medii aevi, vol. I, p. 31 (1913). - François-Charles Uginet: Dizionario Biografico degli Italiani, vol. XXIX (1983). - Ildefonso Tassi: Ludovico Barbo, p. 13 (1952). - Salvador Miranda: The cardinals of the Holy Roman Church (2012). - Su genealogía en Libro d'Oro della Nobiltà Mediterranea. - Las ilustraciones de la serie de papas están extraídas de las Crónicas de Núremberg de finales del s. XV. |  | 1. 2. 3. 4. 5. |

- Datos: Q2657000
- Multimedia: Antonio Correr / Q2657000